# Ordo Ad Chao
Az Ordo Ad Chao a norvég black metal együttes Mayhem negyedik nagylemeze. Az „ordo ad chao” kifejezés latin nyelven helytelen, helyesen írva „ordo ad chaos”, (káosz a rendből) ami az elterjedt szabadkőműves mottó („ordo ab chao”, magyarul rend a káoszból) fordítottjának számít.
Az album 2007. április 23-án jelent meg a Season of Mist kiadó gondozásában. Ez az első olyan stúdióanyaga a zenekarnak az 1994-es De Mysteriis Dom Sathanas óta, amin Csihar Attila énekel és egyben az utolsó, amin Blasphemer gitározik. Az album Spellemannprisen díjat kapott 2008-ban.
A dobos, Hellhammer szerint az album hangzása „kibaszottul nekro”, és az albumot a Deathcrush utáni legnyersebb hangzású Mayhem-nagylemeznek titulálják. Az album dalszövegeit (a Mayhemben először) Csihar Attila írta, ami egy nagy változást mutatott a Mayhem előző kiadványaihoz képest.

## Háttér
Az album felvételei 2006. november 13. és december 6. között készültek el a Mølla Studio-ban, Gjerstad-ban. Hellhammer bevallása szerint a dobok nyers hangzását elősegítette az, hogy csak a lábdobok lettek triggerelve, továbbá a dobok hangzása nem volt kiegyenlítve. Az album a maga sajátos mély-súlyos hangzásával a Deathcrush óta a legnyersebb anyaga a zenekarnak. Blasphemer folytatta a Grand Declaration of War albumnál elkezdett unortodox dalszerkezetek fejlesztését, az album kísérletezősebb az elődjeinél. A éneket nézve Csihar gyakran alkalmazott az albumon halálhörgést, károgást és néha sikításokat, ordításokat is. A dalszövegekben is nagyobb változások történtek, az előző albumokban előforduló morbid, sátánista témák helyett az Ordo Ad Chao szövegei a pszichikus erőkről, az Anunnakiról és az alternatív emberteremtési ötletekről (például földönkívüli erők általi teremtés) szólnak.
Egy nagyon nyers hangzású, negatív hangulatú lemezt akartunk csinálni. Olyan zenét, ami beléd kapaszkodik és lehúz. Rengeteg zenét hallani manapság az extrém metalban is, ami felemel. Díszes billentyűszólamokat használnak például. Mi ennek az ellenkezőjét akartuk. Visszamenni az alapokhoz, és minél komorabb hangzásokkal kísérletezni. Emberen túli zenét akartunk, egy új struktúrát. Kicsit talán túl is lőttünk a célon. Rengeteget próbáltunk a felvétel előtt, és egy idő után kezdett ránk telepedni az egész, lelki és fizikai teher volt, le kellett dobnunk, mielőtt tényleg baj lesz belőle.
Az album 2007. április 23-án jelent meg, az eredeti kiadás egy fémből készült tokkal kapható.

## Számlista
Az összes dalszöveg szerzője Csihar Attila; az összes szám szerzője Blasphemer.
| 1.    | A Wise Birthgiver                  | 3:30 |
| 2.    | Wall of Water                      | 4:40 |
| 3.    | Great Work of Ages                 | 3:52 |
| 4.    | Deconsecrate                       | 4:07 |
| 5.    | Illuminate Eliminate               | 9:40 |
| 6.    | Psychic Horns                      | 6:32 |
| 7.    | Key to the Storms                  | 3:52 |
| 8.    | Anti (dalszövegét Blasphemer írta) | 4:33 |
| 40:10 |                                    |      |

## Közreműködők
Mayhem
- Csihar Attila – ének, dalszövegek (1.–7. szám)
- Rune Eriksen – gitár, dalszövegek (8. szám)
- Jan Axel Blomberg – dobok
- Jørn Stubberud - basszusgitár

Egyéb
- Mr. Knut Valle – keverés
- Kim Sølve, Trine Paulsen – borító, fotográfia

Megjegyzések
- Necrobutcher van feltüntetve az albumon basszusgitárosként, de nem játszott az albumon, mivel nem volt ideje megtanulnia a Blasphemer által írt basszusgitártémákat.

## Díjak, listás helyezések
Az Ordo Ad Chao-val érte el a Mayhem az eddigi legmagasabb listaeredményét, és az album Spellemannprisen-t is nyert 2008-ban.

### Listás helyezések
| Albumeladási lista (2007)        | Helyezés |
| -------------------------------- | -------- |
| Norvégia (VG-lista Album Top 40) | 12       |

### Díjak
| Év   | Kategória          | Eredmény | Ref.  |
| ---- | ------------------ | -------- | ----- |
| 2008 | Legjobb metalalbum | Nyertes  | [ 9 ] |

## Fordítás
- Ez a szócikk részben vagy egészben  az   Ordo Ad Chao című angol Wikipédia-szócikk ezen változatának fordításán alapul.  Az eredeti cikk szerkesztőit annak laptörténete sorolja fel. Ez a jelzés csupán a megfogalmazás eredetét és a szerzői jogokat jelzi, nem szolgál a cikkben szereplő információk forrásmegjelöléseként.